# Sycophila biguttata

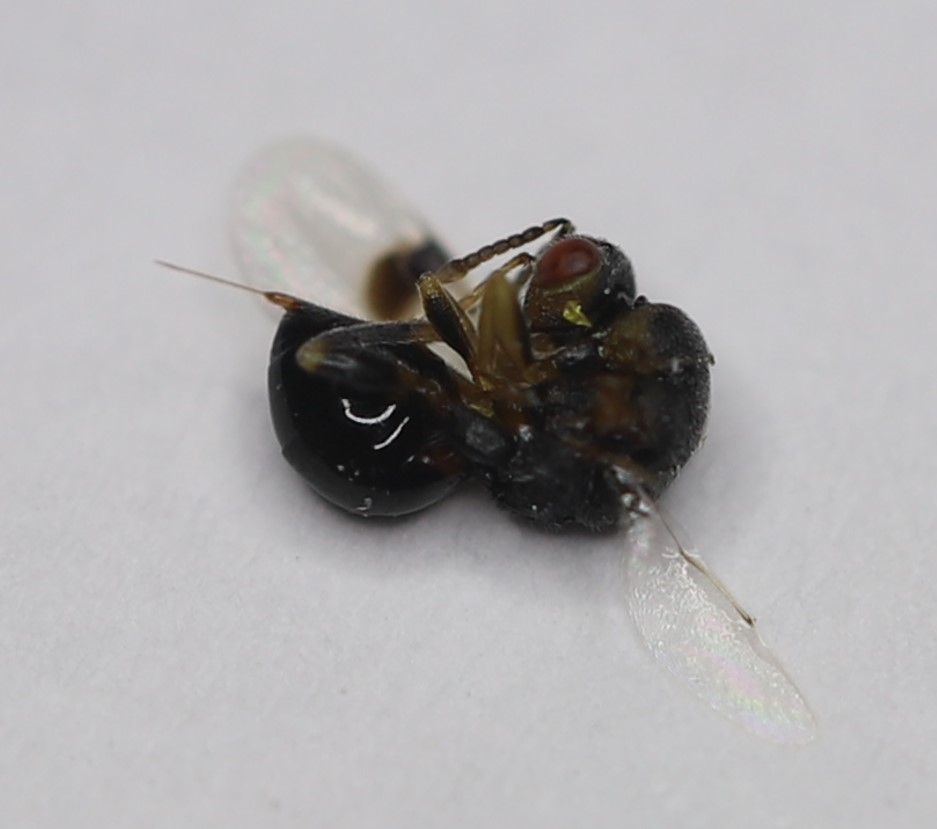

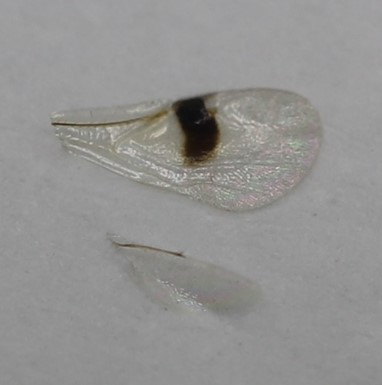
Flügel

Sycophila biguttata ist eine Erzwespe aus der Familie der Eurytomidae. Die Art wurde von dem schwedischen Naturforscher Nils Samuel Swederus im Jahr 1795 als Pteromalus biguttata erstbeschrieben. Der lateinische Namenszusatz biguttata bedeutet „zweifleckig“.

## Merkmale
Die 3–5 mm großen Erzwespen sind überwiegend schwarz gefärbt. Die Facettenaugen schimmern rot. Sie sind gelb umrandet. Die Geißelglieder sind auf der Unterseite teils gelb gefärbt. Die Femora und Tibien sind überwiegend schwarz gefärbt. Die Tarsen sind gelb. Die Vorderflügel weisen einen großen dunklen Fleck auf, der etwa auf halber Flügellänge vom Vorderrand quer verläuft. Bei angelegten Flügeln überlappen sich die Flecke der beiden Vorderflügel teilweise und erscheinen als ein dunkles Querband. Die Weibchen besitzen am Hinterleibsende einen sehr dünnen Ovipositor.

## Verbreitung
Sycophila biguttata ist in Europa weit verbreitet. Im Norden reicht das Vorkommen bis nach Schweden und auf die Britischen Inseln, im Süden bis in den Mittelmeerraum und nach Nordafrika. Im Osten reicht das Verbreitungsgebiet über Kleinasien und den Kaukasus bis in den Nahen Osten (Jordanien) und den Mittleren Osten (Iran) sowie nach Sibirien und Zentralasien (Kasachstan).

## Lebensweise
Sycophila biguttata ist ein Parasitoid verschiedener Gallwespen. Es werden die Larven der parthenogenetischen Wintergeneration parasitiert. Zu den Wirtsgattungen zählen Andricus, Aylax, Biorhiza, Chilaspis, Cynips, Diplolepis, Neuroterus, Phanacis, Plagiotrochus und Rhodites. Als weitere Wirtsarten werden genannt: Aphelonyx cerricola, Callirhytis glandium, Diastrophus rubi, Dryocosmus kuriphilus, Synophrus politus und Trigonaspis mendesi. Die Larven von Sycophila biguttata können auch Opfer von Hyperparasiten aus der Familie der Torymidae werden. Die Weibchen von Sycophila biguttata stechen im Herbst ihre Eier in die Pflanzengallen, jeweils eines pro Galle. Die Larve von Sycophila biguttata entwickelt sich als solitärer Endoparasitoid in der Wirtslarve. Die Erzwespenlarve verlässt schließlich ihren toten Wirt und verpuppt sich in der Pflanzengalle. Dort überwintert sie auch. Im Frühjahr, Anfang Mai, frisst die geschlüpfte Imago ein Loch durch die Gallenwand und verlässt die Galle. Man beobachtet die Erzwespen gehäuft im Mai und dann wieder ab August bis Ende Oktober.